# Martin Biron
Martin Gaston Biron (* 15. srpna 1977, Lac St. Charles, Québec, Kanada) je bývalý kanadský hokejista-brankář, který naposledy hrál za klub New York Rangers v severoamerické lize NHL.

## Hráčská kariéra
Draftován byl v roce 1995 jako 2. volba Buffalo Sabres a jako 16. celkově.
Poprvé hrál v NHL v sezóně 1995–1996. Po pár odchytaných zápasech byl odeslán zpět do juniorské ligy QMJHL. Až v ročníku 2000–2001 hrál stabilně v týmu Buffalo Sabres. Ale až poté, co byl Dominik Hašek vyměněn do Detroit Red Wings za Slavu Kozlova a dva výběry v draftu, se stal respektovaným brankářem NHL. Za Buffalo chytal jako jednička do výluky NHL (2004/05). Po ní ho ale v pozici prvního brankáře vystřídal Ryan Miller. Poté byl pouze náhradník.
Před uzávěrkou přestupů v sezóně 2006–2007 byl vyměněn do Philadelphia Flyers za 2. volbu v draftu. Tam se poté podílel na velkém návratu klubu na vrchol. V play-off se dostal se svým týmem do finále konference. Vedení Philadelphia s ním po sezóně 2008/09 neprodloužilo smlouvu a poté následně, jako volný hráč, podepsal smlouvu s týmem New York Islanders
Po vypršení smlouvy v týmu New York Islanders o něj vedení klubu nejevilo zájem a tak se stal nechráněným volným hráčem. Vyhlédnul si ho tým New York Rangers, který s ním podepsal smlouvu na 2 roky za 1,75 milionů dolarů. V týmu byl náhradníkem Henrika Lundqvista.

## Ocenění a úspěchy
- 1994 QMAAA – Nejlepší brankář
- 1994 QMAAA – Top brankář
- 1995 CHL – All-Rookie Tým
- 1995 CHL – První All-Star Tým
- 1995 CHL – Brankář roku
- 1995 QMJHL – All-Rookie Tým
- 1995 QMJHL – Trofej Jacques Plante
- 1995 QMJHL – Trofej Mike Bossy
- 1995 QMJHL – Trofej Raymond Lagacé
- 1998 AHL – Nejvíce čistých kont
- 1999 AHL – All-Star Game
- 1999 AHL – Nejnižší průměr inkasovaných branek
- 1999 AHL – Trofej Aldege „Baz“ Bastien
- 1999 AHL – Trofej Harry „Hap“ Holmes
- 1999 AHL – Nejúspěšnější brankář
- 1999 AHL – První All-Star Tým
- 1999 AHL – Brankář měsíce ledna 1999
- 1999 AHL – Nejvíce čistých kont

## Prvenství
- Debut v NHL – 26. prosince 1995 (Pittsburgh Penguins proti Buffalo Sabres)
- První inkasovaný gól v NHL – 26. prosince 1995 (Pittsburgh Penguins proti Buffalo Sabres, útočníkem Petrem Nedvědem)
- První čisté konto v NHL – 19. listopadu 1999 (Atlanta Thrashers proti Buffalo Sabres)

## Klubová statistika

### Základní části
| Sezona       | Tým                      | Liga         | Z   | V   | P   | R  | PvP | MIN    | OG   | ČK | POG  | %ChS |
| ------------ | ------------------------ | ------------ | --- | --- | --- | -- | --- | ------ | ---- | -- | ---- | ---- |
| 1993–94      | Abitibi-Témiscamingue    | QMAAA        | 23  | 14  | 8   | 1  | —   | 1,412  | 80   | 1  | 3.40 | —    |
| 1994–95      | Beauport Harfangs        | QMJHL        | 56  | 29  | 16  | 9  | —   | 3,193  | 132  | 3  | 2.48 | 89.8 |
| 1995–96      | Beauport Harfangs        | QMJHL        | 55  | 29  | 17  | 7  | —   | 3,207  | 150  | 1  | 2.84 | 89.7 |
| 1995–96      | Buffalo Sabres           | NHL          | 3   | 0   | 2   | 0  | —   | 119    | 10   | 0  | 5.04 | 84.4 |
| 1996–97      | Beauport Harfangs        | QMJHL        | 18  | 6   | 10  | 1  | —   | 935    | 62   | 1  | 3.98 | 89.5 |
| 1996–97      | Hull Olympiques          | QMJHL        | 16  | 11  | 4   | 1  | —   | 972    | 43   | 2  | 2.65 | 91.5 |
| 1997–98      | South Carolina Stingrays | ECHL         | 2   | 0   | 1   | 1  | —   | 86     | 3    | 0  | 2.09 | 92.9 |
| 1997–98      | Rochester Americans      | AHL          | 41  | 14  | 18  | 6  | —   | 2,312  | 113  | 5  | 2.93 | 90.7 |
| 1998–99      | Buffalo Sabres           | NHL          | 6   | 1   | 2   | 1  | —   | 281    | 10   | 0  | 2.14 | 91.7 |
| 1998–99      | Rochester Americans      | AHL          | 52  | 36  | 13  | 3  | —   | 3,129  | 108  | 6  | 2.07 | 93.0 |
| 1999–00      | Rochester Americans      | AHL          | 6   | 6   | 0   | 0  | —   | 344    | 12   | 1  | 2.09 | 92.4 |
| 1999–00      | Buffalo Sabres           | NHL          | 41  | 19  | 18  | 2  | —   | 2,229  | 90   | 5  | 2.42 | 90.9 |
| 2000–01      | Rochester Americans      | AHL          | 4   | 3   | 1   | 0  | —   | 239    | 4    | 1  | 1.00 | 95.5 |
| 2000–01      | Buffalo Sabres           | NHL          | 18  | 7   | 7   | 1  | —   | 918    | 39   | 2  | 2.55 | 90.9 |
| 2001–02      | Buffalo Sabres           | NHL          | 72  | 31  | 28  | 10 | —   | 4,085  | 151  | 4  | 2.22 | 91.5 |
| 2002–03      | Buffalo Sabres           | NHL          | 54  | 17  | 28  | 6  | —   | 3,170  | 135  | 4  | 2.56 | 90.8 |
| 2003–04      | Buffalo Sabres           | NHL          | 52  | 26  | 18  | 5  | —   | 2,972  | 125  | 2  | 2.52 | 91.3 |
| 2005–06      | Buffalo Sabres           | NHL          | 35  | 21  | 8   | —  | 3   | 1,934  | 93   | 1  | 2.88 | 90.5 |
| 2006–07      | Buffalo Sabres           | NHL          | 19  | 12  | 4   | —  | 1   | 1,066  | 54   | 0  | 3.04 | 89.9 |
| 2006–07      | Philadelphia Flyers      | NHL          | 16  | 6   | 8   | —  | 2   | 935    | 47   | 0  | 3.02 | 90.8 |
| 2007–08      | Philadelphia Flyers      | NHL          | 62  | 30  | 20  | —  | 9   | 3,539  | 153  | 5  | 2.59 | 91.8 |
| 2008–09      | Philadelphia Flyers      | NHL          | 55  | 29  | 19  | —  | 5   | 3,177  | 146  | 2  | 2.75 | 91.5 |
| 2009–10      | New York Islanders       | NHL          | 29  | 9   | 14  | —  | 4   | 1,634  | 89   | 1  | 3.27 | 89.6 |
| 2009–10      | Bridgeport Sound Tigers  | AHL          | 2   | 1   | 1   | —  | 0   | 124    | 7    | 0  | 3.39 | 90.3 |
| 2010–11      | New York Rangers         | NHL          | 17  | 8   | 6   | —  | 0   | 928    | 33   | 0  | 2.13 | 92.3 |
| 2011–12      | New York Rangers         | NHL          | 21  | 12  | 6   | —  | 2   | 1,220  | 50   | 2  | 2.46 | 90.4 |
| 2012–13      | New York Rangers         | NHL          | 6   | 2   | 2   | —  | 1   | 336    | 13   | 0  | 2.32 | 91.7 |
| 2013–14      | New York Rangers         | NHL          | 2   | 0   | 1   | —  | 0   | 71     | 9    | 0  | 7.61 | 76.3 |
| Celkem v NHL | Celkem v NHL             | Celkem v NHL | 508 | 230 | 191 | 25 | 27  | 28,612 | 1247 | 28 | 2.62 | 91.0 |

### Play-off
| Sezona       | Tým                   | Liga         | Z  | V  | P  | MIN   | OG | ČK | POG  | %ChS |
| ------------ | --------------------- | ------------ | -- | -- | -- | ----- | -- | -- | ---- | ---- |
| 1993–94      | Abitibi-Témiscamingue | QMAAA        | 2  | 1  | 1  | 112   | 7  | 0  | 3.73 | —    |
| 1994–95      | Beauport Harfangs     | QMJHL        | 16 | 8  | 7  | 903   | 37 | 4  | 2.46 | 90.4 |
| 1995–96      | Beauport Harfangs     | QMJHL        | 19 | 12 | 7  | 1,135 | 64 | 0  | 3.38 | 88.8 |
| 1996–97      | Hull Olympiques       | QMJHL        | 6  | 3  | 1  | 326   | 19 | 0  | 3.50 | 87.1 |
| 1997–98      | Rochester Americans   | AHL          | 4  | 1  | 3  | 239   | 16 | 0  | 4.02 | 88.5 |
| 1998–99      | Rochester Americans   | AHL          | 20 | 12 | 8  | 1,167 | 42 | 1  | 2.16 | 93.4 |
| 2007–08      | Philadelphia Flyers   | NHL          | 17 | 9  | 8  | 1,049 | 52 | 1  | 2.97 | 90.4 |
| 2008–09      | Philadelphia Flyers   | NHL          | 6  | 2  | 4  | 375   | 16 | 1  | 2.56 | 91.9 |
| Celkem v NHL | Celkem v NHL          | Celkem v NHL | 23 | 11 | 12 | 1,424 | 68 | 2  | 2.87 | 90.8 |

### Reprezentace
| Rok                       | Tým                       | Soutěž                    | Z                                 | V                                 | P                                 | R                                 | MIN                               | OG                                | ČK                                | POG                               | %ChS                              |
| ------------------------- | ------------------------- | ------------------------- | --------------------------------- | --------------------------------- | --------------------------------- | --------------------------------- | --------------------------------- | --------------------------------- | --------------------------------- | --------------------------------- | --------------------------------- |
| 1997                      | Kanada 20                 | MSJ                       | 1                                 | 0                                 | 0                                 | 0                                 | 1                                 | 0                                 | 0                                 | 0.00                              | —                                 |
| 2003                      | Kanada                    | MS                        | V týmu působil jako třetí brankář | V týmu působil jako třetí brankář | V týmu působil jako třetí brankář | V týmu působil jako třetí brankář | V týmu působil jako třetí brankář | V týmu působil jako třetí brankář | V týmu působil jako třetí brankář | V týmu působil jako třetí brankář | V týmu působil jako třetí brankář |
| Juniorská kariéra celkově | Juniorská kariéra celkově | Juniorská kariéra celkově | 1                                 | 0                                 | 0                                 | 0                                 | 1                                 | 0                                 | 0                                 | 0.00                              | —                                 |